# Elliot Omozusi
Elliot Junior U. Omozusi (ur. 15 grudnia 1988 w Londynie) – angielski piłkarz reprezentujący barwy Charlton Athletic, na wypożyczeniu z Fulham. Gra na pozycji obrońcy - zazwyczaj na prawej stronie, ale może występować także jako środkowy defensor.

## Kariera
Początkowo uczęszczał do szkółki piłkarskiej Fulham, zaś później grał w rezerwach klubu. Pierwszy raz w pierwszym zespole wystąpił w barwach Fulham w meczu drugiej rundy Pucharu Ligi przeciwko Wycombe Wanderers 20 września 2006 roku. 27 października 2007 roku zadebiutował w Premier League w spotkaniu z Sunderlandem (1:1). W sezonie 2007/2008 szkoleniowcem klubu został Roy Hodgson i Omozusi miał większą szansę na grę w pierwszym zespole. Wystąpił wówczas w ośmiu meczach ligowych.
19 lipca 2008 roku przeniósł się do Norwich City na roczne wypożyczenie. Zadebiutował tam 9 sierpnia 2008 roku w spotkaniu Football League Championship z Coventry City, wygranym 2:0. Mimo rocznego wypożyczenia, do Fulham powrócił w styczniu 2009 roku po rozegraniu 21 meczów ligowych w Norwich.
30 października 2009 roku został na dwa miesiące wypożyczony do Charltonu Athletic. Następnego dnia po raz pierwszy zagrał w tym zespole w spotkaniu z Carlisle United. W styczniu okres wypożyczenia został przedłużony do lutego.
Rozegrał dziewięć meczów w reprezentacji Anglii do lat 19.